# Veterans for Britain
Veterans for Britain (ou VFB, Les vétérans pour la Grande-Bretagne) est l'une des organisations pro-Brexit créés au milieu des années 2010 par le lobbyiste et stratège politique anglais Matthew Elliott, avec comme centre d'intérêt particulier : s'opposer à l'implication britannique dans la politique de sécurité et de défense commune de l'Union européenne (UE).

## Création
Veterans for Britain a été formé en 2016 dans le cadre du référendum sur l'appartenance du Royaume-Uni à l'Union européenne, en lien avec  l'organisation de campagne Vote Leave dont il a reçu un don, ; Veterans for Britain semble être une émanation directe de Vote Leave (ainsi, c'est Lee Rotherham, jusqu'alors directeur des projets spéciaux pour Vote Leave, qui devient le directeur exécutif des « Vétérans pour la Grande-Bretagne », en octobre 2016).
Selon les archives de son site internet, ce groupe dit des Vétérans pour la Grande-Bretagne a été créé « pour faire valoir les arguments de défense et de sécurité pour que le Royaume-Uni vote en faveur de la sortie de l'Union européenne ».

## Implication dans le scandale Facebook-Cambridge Analytica/AggregateIQ
En 2018, Veterans for Britain est l'un des groupes politiques créés pour faire advenir le Brexit qui ont versé de l'argent à la société AggregateIQ (AIQ, société canadienne alors inconnue du grand public, filiale du groupe SCL et société-sœur de Cambridge Analytica. 
Ces trois sociétés ont été payées et utilisées par plusieurs groupes pro-Brexit, tous proches de Vote Leave pour influencer les votes du référendum en faveur d'un retrait du Royaume-Uni de l'Union européenne. Ces trois sociétés et leurs commanditaires ont été accusés d'une part d'avoir contourné la loi électorale anglaise (en termes de plafond de dépense), et d'autre part d'avoir en quelque sorte secrètement et significativement truqué les résultats du référendum en faveur du Brexit, en partie grâce à des données personnelles volées sur 87 millions de comptes Facebook.
AggregateIQ (AIQ) a d'abord nié avoir travaillé pour Cambridge Analytica (sauf pour un contrat de 2014), puis a reconnu avoir reçu en 2016 — peu avant le vote sur le Brexit — 2,7 millions de livres sterling de Vote Leave, 100 000 £ de Veterans For Britain, 32 000 £ du Parti unioniste démocrate et 675 000 £ de BeLeave (groupe de Darren Grimes), cette dernière somme (hormis 50 000 £ venant d'un donateur individuel, ainsi que l'argent de Veterans For Britain provenant en réalité de « Vote Leave », comme le montrera le lanceur d'alerte Shahmir Sanni et les enquêtes qui suivront.

Vote Leave approchait alors de la limite de dépenses de 7 millions de livres sterling imposée par les règles du référendum britannique ; il aurait trouvé ce moyen de dépasser ce plafond. La Commission électorale du Royaume-Uni a ouvert une enquête (en novembre 2017) mais pour juger le processus illégal, il lui fallait prouver que Vote Leave avait dicté comment son argent devait être dépensé (une contrainte de dépense aurait été contraire aux règles électorales).
La mission d'AIQ était de créer un logiciel visant à agréger des données personnelles afin de manipuler les électeurs par le biais de messages les ciblant spécifiquement, en fonction de leur profil psychologique. Ce profil était établi à partir de leurs choix de médias sociaux et de leurs comportements sur les réseaux sociaux. Il a été démontré plus tard qu'AIQ a utilisé pour cela un outil intégrant une intelligence artificielle dénommé plate forme Ripon, capable d'influencer les futur votants durant les dernières semaines de la campagne référendaire concernant le Brexit. Veterans For Britain figure explicitement dans la liste des clients de la plateforme Ripon qui a été retrouvée
Ce faisant AggregateIQ a doublement agi dans l'illégalité car :
- en vertu de la législation britannique, la coordination inter-groupes lors d'une élection est strictement interdite[9] ;
- l'utilisation de données personnelles sans accord des personnes est interdite dans tous les États-membres de l'Union européenne par le RGPD adopté par le Parlement européen le 27 avril 2016, remplaçant la Directive 95/46/CE sur la protection des données personnelles.

Selon Christopher Wylie, Leave.EU a de plus contourné son « plafond légal de dépenses » en dépensant près d'un million de livres pour cibler des électeurs afin de rendre le Brexit désirable à leurs yeux ; « sans AggregateIQ, le camp du 'Leave' n'aurait pas pu gagner le référendum, qui s'est joué à moins de 2 % des votes »,. »

## Personnalités

### Dr. Lee Rotherham
Lee Rotherham a été nommé directeur exécutif des Vétérans pour la Grande-Bretagne. Quand VoteLeave a candidaté, par écrit, auprès de la Commission électorale, pour prendre officiellement la tête des partisans du Brexit durant la campagne référendaire ; dans sa description du groupe et de son projet, Lee Rotherham a été présenté comme chargé de coordonner « avec des chercheurs spécialisés travaillant en parallèle pour des groupes de réflexion et des groupes alliés… et le maintien d'une sensibilisation formelle et informelle à travers le mouvement eurosceptique au sens large » ; il est resté six mois Director of Special Projects (de janvier à juin 2016). Son pseudo sur Twitter était « DrBrexit ».
Selon OpenDemocracy, Rotherham, ex-réserviste, passionné d'histoire militaire est depuis longtemps eurosceptique (son profil Linkedin liste 18 métiers ou postes différents, presque tous à vocation europhobe : il a notamment travaillé deux ans (1995-1997) comme « chercheur » pour le « Westminster Group of Eight » (groupe des huit anciens conservateurs auto-baptisés « euro-rebelles » qui ont dans les années 1990 demandé un référendum sur l'Euro et sur l'avenir de l'adhésion de la Grande-Bretagne à l'Union européenne. Il affirme avoir travaillé pour la défense, et avoir conseillé  trois Secrétaires d'État aux Affaires étrangères de l'ombre (dont au sein du parlement européen). Il a fait partie du Groupe de Bruges, du CAFE (« Conservatives Against a Federal Europe »), un groupe de conservateurs anglais qui, à la fin des années 1990, demandait que le Royaume-Uni puisse bénéficier des avantages de l'UE, mais en sortant de la PAC et de la PCP, prônant un retrait de l'UE si cette demande n'était pas satisfaite,, a été chroniqueur pour le Journal européen puis a été l'un des auteurs prolixes de BrexitCentral. Ayant participé à divers groupes de droite, dont l’Alliance des contribuables et l’Association de la liberté, il a fini par créer son propre think tank (baptisé The Red Cell). Il est l'un des trois principaux coauteurs du rapport pro-Brexit Change or Go (2015). Interrogé par OpenDemocracy à propos de son rôle lors de la campagne référendaire qui a abouti au Brexit, « il nie toutes les allégations de coordination des activités et des dépenses de la campagne, nie avoir référé AggregateIQ au groupe et nie être à l'origine du don de 100 000 £ ».

### Charles Guthrie
Veterans for Britain a eu le soutien de quelques anciens militaire de haut-niveau ; Parmi les partisans listés sur son site Web, Charles Guthrie semble être le plus important. 
Cet aristocrate anglo-écossais (baron Guthrie de Craigiebank), ancien proche de Tony Blair, est membre du Conseil consultatif des anciens combattants de Grande-Bretagne, mais surtout, il a été chef d'état-major à la retraite (chef des armées de 1994 à 1997, puis chef d'état-major de la défense de 1997 à 2001), puis (une fois à la retraite) président d'une nouvelle association : « UK National Defence Association », composée d'anciens chefs militaires exigeant en 2007 de porter la part des dépenses de défense à 3 % du PIB (44 milliards de livres sterling/an, 10 milliards de livres/an de plus qu'en 2007).
Guthrie n'est pas que soldat, mais aussi homme politique et homme d'affaires : selon ses déclarations parlementaires consultées en 2021, il a notamment été directeur (non-exécutif) de Rivada (à partir de 2011), de Gulf Keystone (Directeur à partir de 2011), de Petropavlovsk (entreprise) (directeur à partir de 2008), de Colt Defence (directeur non-exécutif à partir de 2002), de N M Rothschild (Directeur de 2001 à 2009), de Gulf Keystone Petroleum (directeur non-exécutif à partir de 2000) et administrateur au sein de divers cabinets et entreprises, dont celle du fabricant d'armes Colt Defense LLC.
Selon OpenDemocracy plus tardivement, il s'est aussi impliqué dans des affaires de renseignement privé et d'exploitation minière (or, pétrole), et dans l'industrie du big data.
Cette situation peut évoquer un possible conflit d'intérêts lié au Brexit car il a été montré que via la société SCL des moyens d'influence inspirées de méthodes militaires (guerre psychologique notamment) ont été déployés par le camp des pro-Brexit (via Cambridge Analytica et AggregateIQ notamment) :
- peu avant de s'impliquer dans la campagne pro-Brexit du référendum, Guthrie a (à l'automne 2014) annoncé devenir actionnaire de Palantir Technologies (groupe cofondée par le milliardaire américain Peter Thiel. Thiel, cofondateur de Paypal, administrateur et premier investisseur majeur de Facebook, et importants donateur de Donald Trump et d'autres libertariens de droite américains ; aurait expliqué en 2009 que « le capitalisme n'est tout simplement pas si populaire dans le grand public », et que ses collègues libertariens de droite doivent donc se concentrer sur le développement de la technologie qui garantira que le capitalisme plutôt que de la démocratie remportera cette lutte : « Le sort de notre monde peut dépendre de l'effort d'une seule personne qui construit ou propage le mécanisme de la liberté qui rend le monde sûr pour le capitalisme » ;

- Peu après le vote du Brexit, Charles Guthrie a été embauché (en août 2017) comme conseiller principal du président du cabinet Arcanum Global, Ron Wahid. Arcanum Global est « une société mondiale de renseignement qui fournit une foule de services de renseignement stratégique sur mesure aux entités gouvernementales et au secteur privé » (Arcanum signifie «le secret» en latin), groupe qui s'est retrouvé au cœur d'une enquête[20] du Financial Times (septembre) sur les dérives ou évolutions des missions des officines de renseignement privées. Tom Burgis estime que le travail d' Arcanum illustre « comment les mercenaires de l'ère de l'information façonnent le sort des nations »[20]. Ron Wahid et son Agence sont présentés comme « chef de file de l'industrie dans les domaines du commerce international, de la finance et du renseignement (...) ancien conseiller principal des supermajors pétroliers et de multinationales (…) conseiller de l'équipe de transition Bush-Cheney »… Or, juste après le vote du Brexit, Wahid a écrit dans USA Today que « le Brexit est une opportunité pour les entreprises américaines »[21] ;

- parmi les autres conseillers de Ron Wahid figurent le directeur américain du renseignement national[22] et l'ancien chef du service de renseignement français. Meir Dagan (ancien chef du Mossad, décédé en 2016, en a aussi fait partie, alors qu'il a aussi travaillé comme directeur de l'Autorité portuaire d'Israël et présidé la société israélienne d'exploration pétro-gazière Gulliver Energy, Ltd.). Arcanum Global, selon le Financial Time, fait de la sous-traitance pour les forces de l'ordre et des agences d'espionnage des États-Unis et de leurs alliés, ou des pays tels que le Kazakhstan.

- Keith Bristow, le vice-président d'Arcanum Global,  est aussi ancien directeur de la National Crime Agency et ancien président du controversé « Five Eyes Law Enforcement Group »[23].

## Opinions, stratégies
Nombre de porte-parole de l'euroscepticisme ont présenté le groupe autoproclamé des « mauvais garçons du Brexit » comme étant à l'origine du Brexit, lequel était supposément préparé et voté par des « gens ordinaires et décents » qui ont simplement osé tenir tête aux élites politiques classiques et aux supposés technocrates européens. S'exprimant lors d'un rassemblement de partisans de Trump Nigel Farage a dit : « Nous avons fait du 23 juin notre fête de l'indépendance lorsque nous avons détruit l'establishment ».

Cependant selon l'ONG OpenDemocracy notamment, les enquêtes qui ont suivi le Brexit montrent au moins une ingérence étrangère américaine, et que les « Bad boys du Brexit » ont également aidé ces Vétérans (cf. don de 50 000 £, déclaré par les Vétérans pour la Grande-Bretagne, provenant de  « Better for the Country Ltd. » une société créée par Arron Banks (qui a été l'objet d’une enquête de la Commission électorale)… mais il est néanmoins apparu que, bien que discrètement, Veterans for Britain a été un groupe-clé pro-Brexit, clairement dirigé par l'Establishment England, lequel via ce groupe estime pouvoir ou devoir continuer à jouer un rôle politique après le Brexit. 
L'organisation dite de « vétérans » se veut favorable à l'OTAN, mais s'oppose à l'implication du Royaume-Uni dans les nouvelles initiatives politiques de l'UE en matière de défense, initiatives à propos desquelles elle tente de sensibiliser le public. 
Le groupe s'oppose à l'implication du Royaume-Uni dans les politiques de l'Union européenne sur les marchés publics de la défense, qui, selon eux, vont à l'encontre de la notion d'accès transfrontalier aux contrats de défense, et créent plutôt un marché européen protectionniste de la défense, tout en élargissant le rôle règlementaire et financier de l'Union européenne dans l'industrie de la défense, dans un contexte, selon cette organisation, de politique militaire en expansion de l'Union européenne.
Veterans for Britain a aussi été impliqué dans des controverses sur la poursuite des anciens combattants pour des crimes commis quand ils servaient dans les forces armées. 

Il a nommé Hilary Meredith, avocate connue pour son travail au nom du personnel des forces armées, à son conseil d'administration.